# Verwaltungsgemeinschaft Hohe Börde
Die Verwaltungsgemeinschaft Hohe Börde war eine Verwaltungsgemeinschaft im Landkreis Börde in Sachsen-Anhalt.
Im Zuge der Gemeindegebietsreform in Sachsen-Anhalt gründeten 12 der 14 Gemeinden am 1. Januar 2010 die Einheitsgemeinde Hohe Börde.

## Die ehemaligen Mitgliedsgemeinden mit ihren Ortsteilen
- Ackendorf mit Glüsig
- Bebertal mit Bebertal I, Bebertal II und Kuhlager
- Bornstedt
- Eichenbarleben mit Mammendorf
- Groß Santersleben
- Hermsdorf
- Hohenwarsleben
- Irxleben
- Niederndodeleben mit Schnarsleben
- Nordgermersleben mit Brumby und Tundersleben
- Ochtmersleben mit Bahnhof Ochtmersleben
- Rottmersleben mit Klein Rottmersleben
- Schackensleben mit Klein Santersleben
- Wellen

## Geschichte
Die Verwaltungsgemeinschaft entstand durch den Zusammenschluss der bereits seit 1994 bestehenden Verwaltungsgemeinschaft Hohe Börde mit der Verwaltungsgemeinschaft Nördliche Börde, wobei der Name Hohe Börde beibehalten wurde.

## Politik

### Wappen
Das Wappen wurde am 17. Dezember 2004 durch das Regierungspräsidium Magdeburg genehmigt.
Blasonierung: „In Grün ein mit einem schwarzen Faden belegter silberner Pfahl, rechts davon ein goldener Turm mit Treppe, schwarzer Türöffnung und zwei schwarzen Fensteröffnungen, links eine goldene Garbe aus sechs Weizenähren.“
Die Farben der Verwaltungsgemeinschaft sind – abgeleitet von den Hauptmotiven und der Schildfarbe des Wappens – Gold (Gelb) – Grün.
Der grüne Schild, ein Symbol für die Fruchtbarkeit der Magdeburger Börde, in der die Verwaltungsgemeinschaft Hohe Börde liegt, fasst die Hauptsymbole aus den ehemaligen Wappen der Verwaltungsgemeinschaften Hohe Börde (den Bismarckturm) und Nördliche Börde (Garbe aus sechs Weizenähren) zusammen. Gleichzeitig steht der goldene Turm für den Namen Hohe sowie die goldenen Ähren für Börde. Der silberne Pfahl symbolisiert die Bundesautobahn 2, die durch das Gebiet der Verwaltungsgemeinschaft verläuft und viele Gemeinden tangiert.
Das Wappen wurde von dem Magdeburger Heraldiker Ernst Albrecht Fiedler gestaltet.

#### Historisches Wappen
Das Wappen wurde am 12. Dezember 1994 durch das Regierungspräsidium Magdeburg genehmigt.
Blasonierung: „Gespalten und halbgeteilt, rechts in Rot ein silberner Turm mit schwarzer Türöffnung und schwarzen Fensteröffnungen, links oben in Silber ein grünes Eichenblatt mit zwei goldenen Eicheln, links unten in Grün zwei silberne Balken.“
Die Farben der Verwaltungsgemeinschaft waren Silber (Weiß) – Rot.

### Flagge
Die Flagge ist Gelb – Grün (1:1) gestreift (Längsform: Streifen senkrecht verlaufend, Querform: Streifen waagerecht verlaufend) und mittig mit dem Wappen der Verwaltungsgemeinschaft belegt.